# Linda Ulvaeus
Linda Elin Ulvaeus, född 23 februari 1973 i Vallentuna, är en svensk skådespelare och barnboksförfattare. 
Ulvaeus är dotter till musikern Björn Ulvaeus och sångerskan Agnetha Fältskog. Tillsammans med Jens Ekengren har hon tre döttrar. Hon studerade vid Teaterhögskolan i Stockholm 1999–2003.
Tillsammans med sin mamma spelade hon in julalbumet Nu tändas tusen juleljus (1981).

## Filmografi i urval
- 1998 – Under solen
- 2000 – Labyrinten (TV-serie)
- 2001 – Blå måndag
- 2006 – Meningen med alltihopa
- 2007 – Playa del Sol (TV-serie)
- 2014 – Lego-filmen (Röst till Wyldstyle)
- 2018 – Mary Poppins kommer tillbaka (Röst till Jane Banks)
- 2019 – Quick

## Teater

### Roller
| År   | Roll                           | Produktion              | Regi              | Teater      |
| ---- | ------------------------------ | ----------------------- | ----------------- | ----------- |
| 1999 |                                | Kristina från Duvemåla  |                   | Cirkus      |
| 2001 | Gilda Colombina Kanin Isabella | Pinocchio Carlo Collodi | Agneta Ehrensvärd | Dramaten    |
| 2008 |                                | Blommor av stål         |                   | Vasateatern |